# Demografie der Schweiz

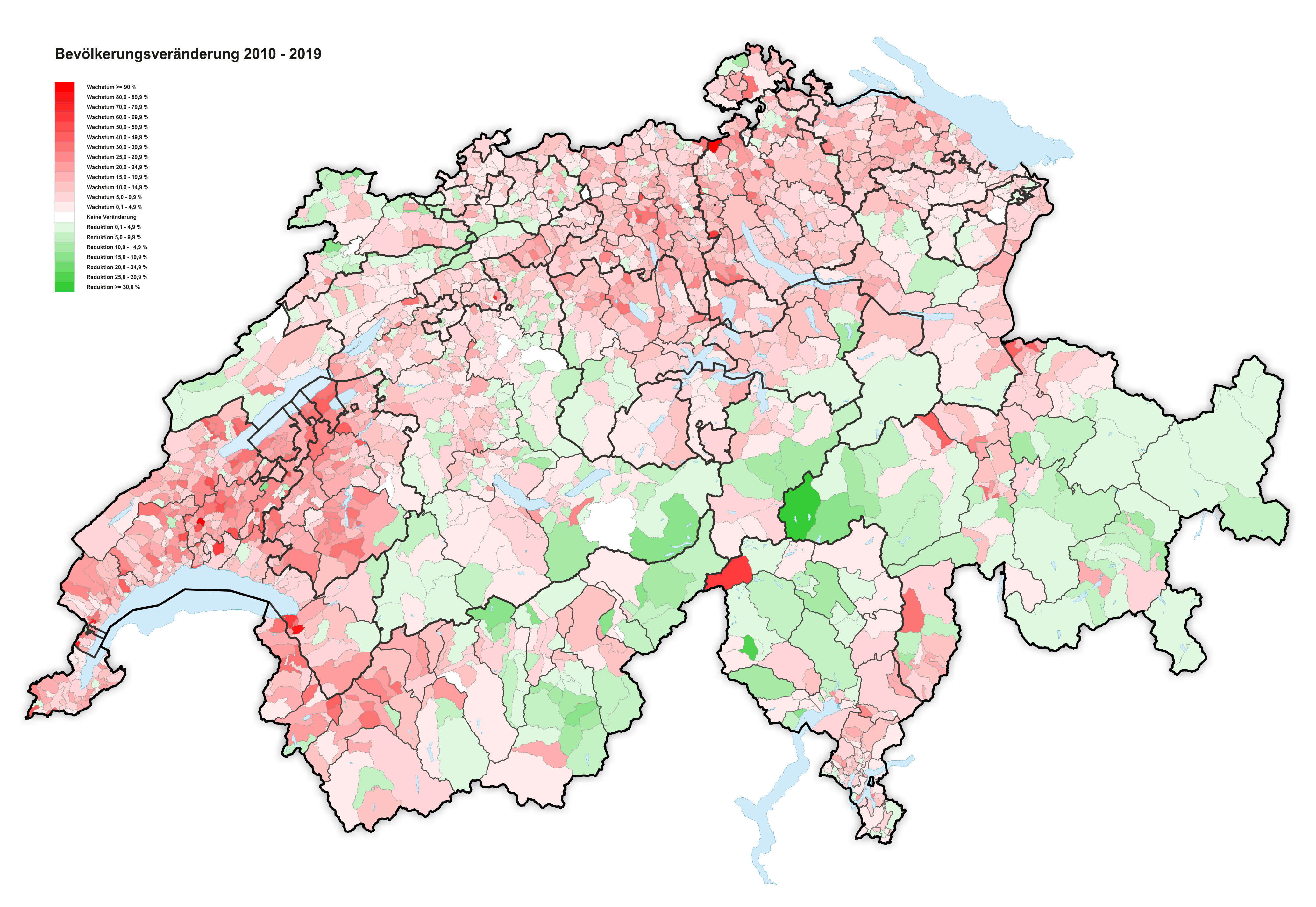
Bevölkerungsveränderung Schweiz 2010–2019

Die ständige Wohnbevölkerung der Schweiz umfasste am 31. Januar 2022 8,773 Mio. Einwohner. Das Bevölkerungswachstum beträgt seit dem Jahr 1999 jährlich rund 1 %. Der Ausländeranteil ist im gleichen Zeitraum von 19,4 % auf 25,1 % gestiegen. Die Zahl der Personen mit Schweizer Staatsbürgerschaft stieg um 11 % von 5'757'000 (1999) auf 6'396'000 (2018) Personen, derjenige der ausländischen Personen um 53 % von 1'407'000 Personen (1999) auf 2'148'000 (2018). Der Anteil von Personen im Alter bis 19 Jahre fiel von 23,2 % auf 20,0 %, der für Personen ab 65 Jahre stieg von 15,3 % auf 18,5 %. Die Zahl der Lebendgeburten fiel leicht von 11,1 auf 10,3 je 1000 Einwohner.

## Vergleiche
Langzeit Bevölkerungsentwicklung
Bevölkerungsentwicklung ab 2010
Zusätzlich leben im Jahr 2018 in der Schweiz als Nichtständige Bevölkerung 76'166 Personen, im Jahr 2010 waren dies 70'835 Personen.
Im Ausland leben im Jahr 2018 760'230 Schweizer, davon haben 192'477 Personen nur die Schweizer Staatsbürgerschaft und 567'756 Personen mehrere Staatsbürgerschaften. Ende 2019 ist die Zahl auf 770'871 Personen angestiegen. Ein Grossteil davon sind eingebürgerte Schweizer, die in ihr Heimatland zurückgezogen sind. Betrug die Zahl der jährlichen Einbürgerungen im Jahr 2011 36'012 Personen, stieg sie 2018 auf 42'493 Personen. Davon waren (Länder mit mehr aus 1000 Personen): 6136 aus Deutschland, 5066 aus Italien, 3285 aus Portugal und 2852 aus Frankreich, 1644 aus der Türkei, 1606 aus Nordmazedonien, 1460 aus Spanien, 1440 aus Serbien und 1029 aus dem Vereinigten Königreich. Bezüglich des oben dargestellten Wachstums der Personenzahl mit Schweizer Staatsbürgerschaft (seit 2014 jährlich rund 39'000 Personen) muss man feststellen, dass die Zahl der Einbürgerungen etwa die gleiche Grösse aufweist, der Zuwachs weniger durch Geburtenüberschuss innerhalb dieser Gruppe entstand.

## Kennzahlen
- Ständige Wohnbevölkerung am Jahresende (Stand 2018): 8'544'527
  - Ausländer: 2'148'275 (25,1 %)
- Männer: 4'237'121 (in %: 49,6)
- Frauen: 4'307'406 (in %: 50,4)

Altersgruppen und Geschlecht
| Altersgruppen (Jahre) | Zahl männlich | in % männlich | Zahl weiblich | in % weiblich | Gesamt    | in % |
| --------------------- | ------------- | ------------- | ------------- | ------------- | --------- | ---- |
| 0–19                  | 879'030       | 20,7          | 830'428       | 19,3          | 1'709'458 | 20,0 |
| 20–39                 | 1'151'607     | 27,2          | 1'116'322     | 25,9          | 2'267'929 | 26,5 |
| 40–64                 | 1'503'433     | 35,1          | 1'486'406     | 34,5          | 2'989'839 | 35,0 |
| 65–79                 | 534'835       | 12,6          | 598'814       | 13,9          | 1'133'649 | 13,3 |
| > 79                  | 168'216       | 4,0           | 275'436       | 6,4           | 443'652   | 5,2  |
| Total                 | 4'237'121     |               | 4'307'406     |               | 8'544'527 |      |
| in %                  | 49,6          |               | 50,4          |               |           |      |

- Geburtenüberschuss je 1000 Einwohner: 2,4
- Todesfälle je 1000 Einwohner: 7,9
- Wanderungssaldo je 1000 Einwohner: 4,7
- Jährliche Wachstumsrate der Bevölkerung (in %): 1
- Lebenserwartung bei der Geburt (Jahre)
  - Männer: 81.7
  - Frauen: 85.4
- Scheidungen je 1000 Einwohner: 1,9 (Scheidungsziffer: 40 %)

## Prognose
Die wichtigsten Resultate der drei neuen vom Bundesamt für Statistik (BFS) ausgearbeiteten Szenarien zur Bevölkerungsentwicklung in der Schweiz sowie zur Entwicklung der Erwerbsbevölkerung sind eine markante Alterung der Wohnbevölkerung zwischen 2005 und 2035 und eine rückläufige Erwerbsbevölkerung ab 2015.
Seit 1984 veröffentlicht das Bundesamt für Statistik im Auftrag des Bundesrates und in Zusammenarbeit mit dem Perspektivstab der Bundesverwaltung periodisch Bevölkerungsszenarien für die Schweiz. Die Bevölkerungsszenarien dienen als Grundlage für die Vorausschätzungen des Bundes, insbesondere für die Wirtschaftsszenarien.
Zwei Alternativszenarien befassen sich eingehender mit der Alterung der Bevölkerung. Das eine baut auf einer Hypothesenwahl auf, bei der das Verhältnis der Anzahl der mindestens 65-Jährigen zur Anzahl der Personen im erwerbsfähigen Alter (20–64) am stärksten ansteigt. Schliesslich kann auf Grund von 9 Varianten des Szenarios «Trend» untersucht werden.
Im Jahr 2050 werde laut Bundesamt für Statistik (BFS) die ständige Wohnbevölkerung der Schweiz von 8,6 Millionen Personen Ende 2019 auf 10,4 Millionen ansteigen. In erster Linie sei dies der Migration zuzuschreiben. Das Ausmass hänge von den sozioökonomischen und politischen Entwicklungen in der Schweiz ab. Das Bevölkerungswachstum werde rund um Zürich und Genf am stärksten ausfallen.